# The Proclamation

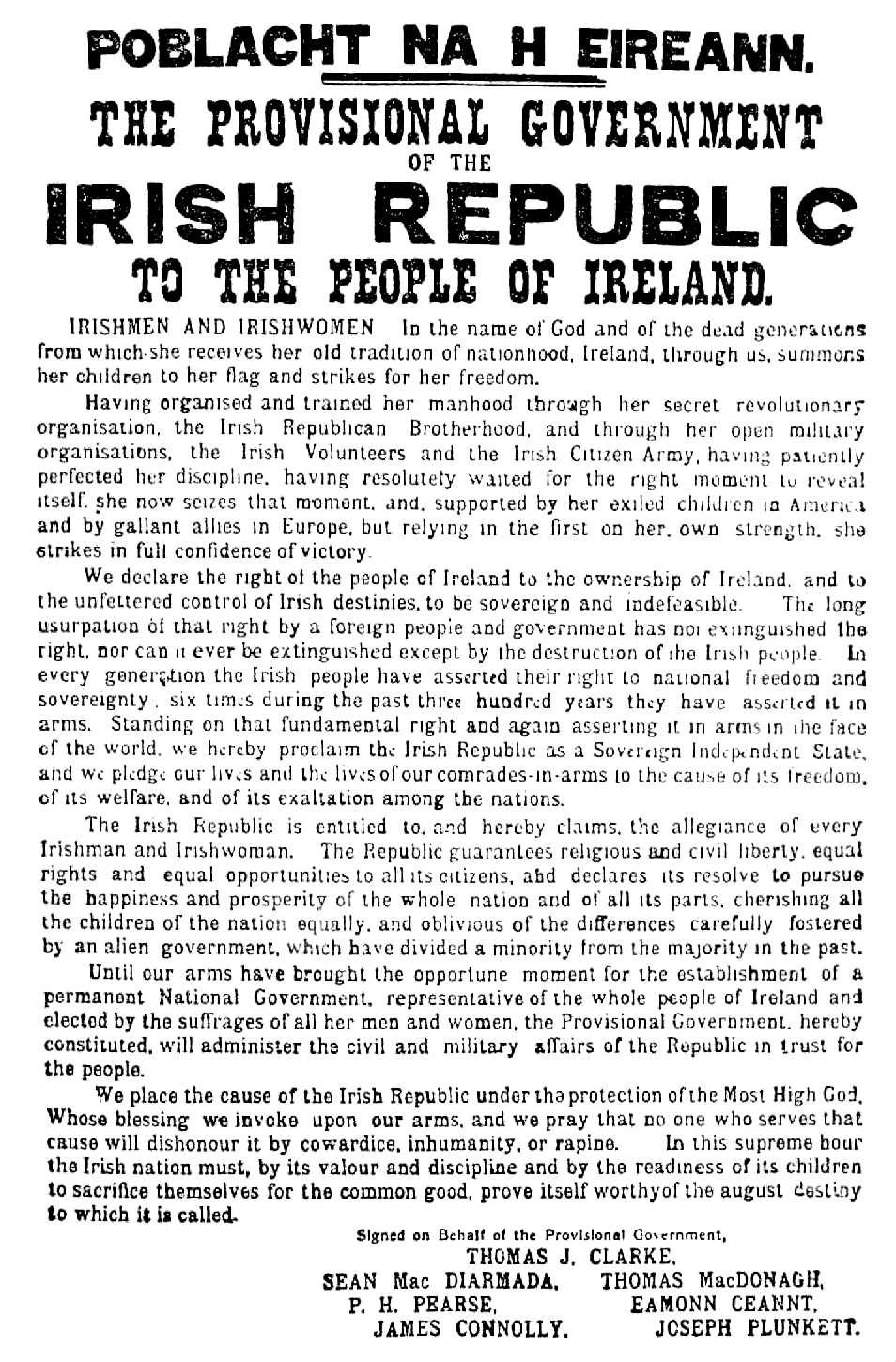
The Proclamation

The Proclamation is het document waarin de IRB, na de Paasopstand (Ierse Republikeinse opstand van 24-30 april 1916), de Ierse staat uitroept. De Proclamatie was ondertekend met de namen van de leiders van nieuwe republikeinse regering. De ondertekenaars waren:
- Thomas J. Clarke
- Sean Mac Diarmada
- Thomas MacDonagh
- Eamonn Ceantt
- James Connolly
- P.H. Pearse
- Joseph Plunkett